# August von Berlepsch

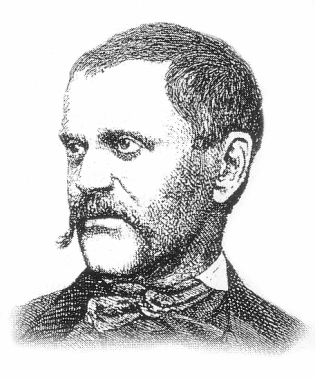
August von Berlepsch

Freiherr August Sittich Eugen Heinrich von Berlepsch (* 28. Juni 1815 in Seebach; † 17. September 1877 in München) war ein deutscher Bienenforscher, Erfinder des beweglichen Wabenrähmchens, der Hinterbehandlungsbeute und Verfasser zahlreicher Monografien über Bienenzucht und Imkerei.

## Familie
Seine Eltern waren der Freiherr August von Berlepsch (1792–1841) und dessen Frau Therese, geb. von Wolfersdorf. Seine Frau war von 1867 bis zu seinem Tod die Autorin Karoline Welebil, verwitwete Künstle (1829–1899). Der Arzt und Fachschriftsteller Guido Künstle (1853–1879) war ihr Sohn aus erster Ehe.

## Jugend und Studium

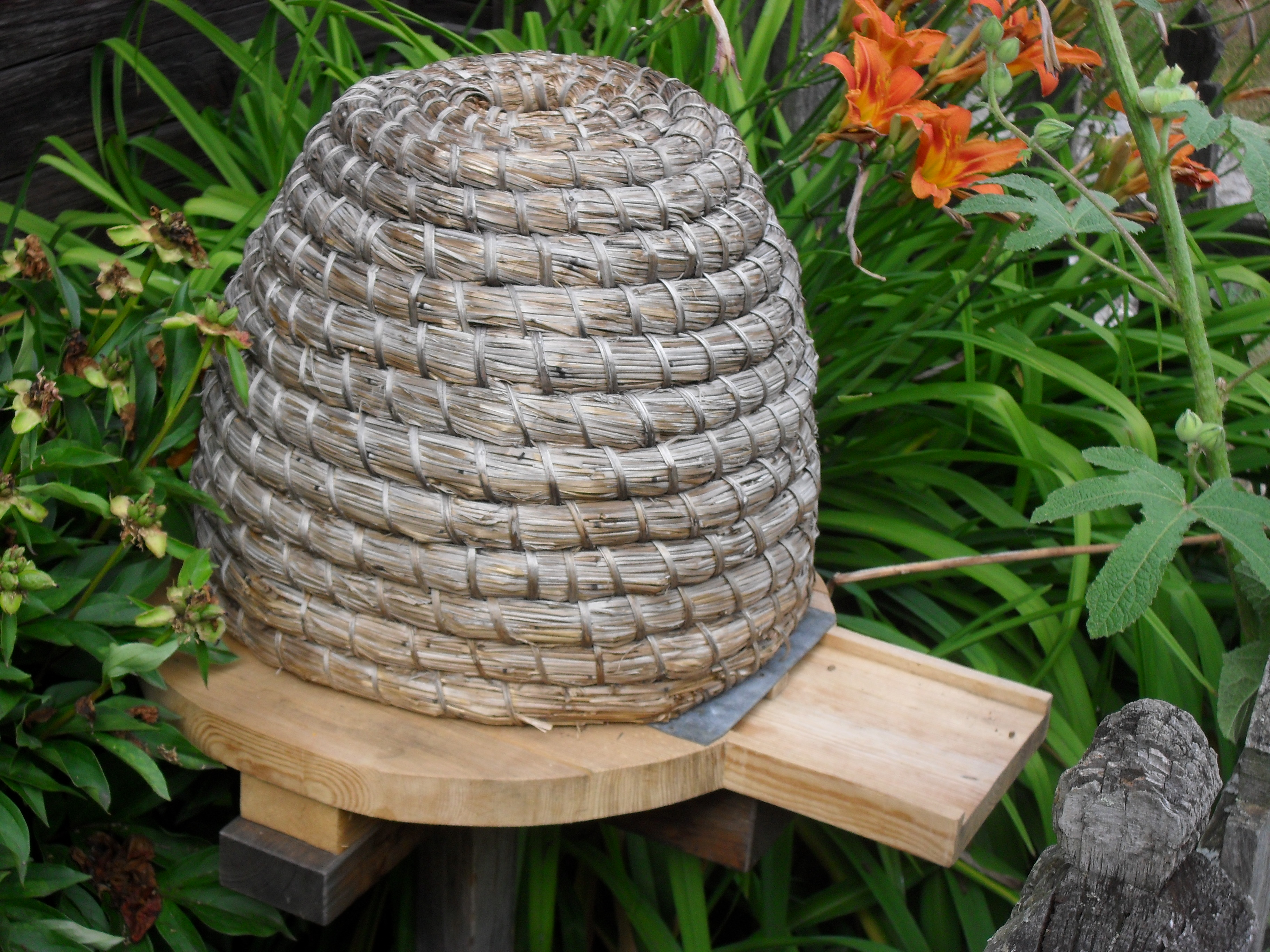
Bienenkorb aus geflochtenem Stroh

Berlepsch studierte Jura, Philosophie und Theologie in Gotha, Halle, Bonn und Leipzig. Von 1836 bis 1838 war er als Gerichtsreferendar in Mühlhausen tätig. Berlepsch zog auch zu Studienzwecken nach München, dort hielt er als Stadtimker mehrere Bienenvölker und beobachtete ihr Schwarmverhalten.

„In der Theresienstraße wohnend, ließ ich Bienen aus den Fenstern meines Schlafzimmers fliegen. Als mir aber, trotz aller Aufmerksamkeit, im Juni 1840 ein Korb schwärmte, der Schwarm sich in der Ludwigsstraße zog und dort an einer Droschke anlegte, wurde mir von Polizei wegen unter Strafandrohung aufgegeben, meine Stöcke sofort wegzuschaffen.“

Anschließend übernahm er für 17 Jahre das väterliche Gut. Nebenbei hielt er um die 100 Bienenvölker in Strohkörben. 1858 zog Berlepsch nach Gotha und widmete sich vollends der Bienenkunde.

## Bienenkundler
Berlepsch trat insbesondere für eine profunde Verknüpfung von Wissenschaft und Praxis in der Bienenhaltung ein. So empfahl er die Förderung von Lehrbienenständen und postulierte eine rentable Bienenhaltung durch Wanderung mit Bienen.
Sein Hauptwerk war die Erfindung von beweglichen eckigen Wabenrähmchen die bis heute in der praktischen Imkerei verwendet werden anstelle der Dzierzonschen Rähmchen mit Rundstäbchen. Diese Rähmchen erfand er im Jahre 1853 unabhängig von Lorenzo Langstroth. Seine Rähmchen hatten den Vorteil, dass der Imker einzelne Waben (Rahmen) aus der Beute ziehen konnte, ohne dass er das gesamte gebaute Wabenwerk der Biene zerstören musste (vgl. auch Bienenabstand). Dies ermöglichte der modernen Imkerei das punktuelle Arbeiten im Stock in Bezug auf Kontrolle und das gezielte Abschleudern einzelner Waben.
Berlepsch ordnete in Versuchs-Ständerbeuten, mit drei Etagen, insgesamt 30 Rähmchen an und entwickelte hierfür eine eingehende, in der Praxis erprobte Betriebsweise. Die Türen dieser Versuchbeuten konstruierte er aus Glas, um die Lebensweise der Bienen besser beobachten zu können.
1853 verteidigte Berlepsch, in den Apistischen Briefen, die wissenschaftliche Entdeckung von Johann Dzierzon der Parthenogenese (aus unbefruchteten, jungfräulich sich entwickelnden Eiern der Drohnen) in der Bienen-Zeitung. Für die katholische Kirche hatte die Theorie von der Jungfernzeugung männlicher Bienen blasphemische Züge. Zehn Jahre lang dauerte der Streit. Schließlich bat Berlepsch, der Dzierzon einen „eminenten Scharfsinn“ und eine „höchst seltene Beobachtungsgabe“ attestierte, die führenden Naturforscher um ihre wissenschaftliche Hilfe. Die beiden Professoren Rudolf Leuckart und Carl Theodor von Siebold attestierten 1855 mit Hilfe eines mikroskopischen Nachweises die Jungfernzeugung männlicher Bienen.
August Berlepsch starb 1877 im Alter von 62 Jahren in München.

## Grabstätte

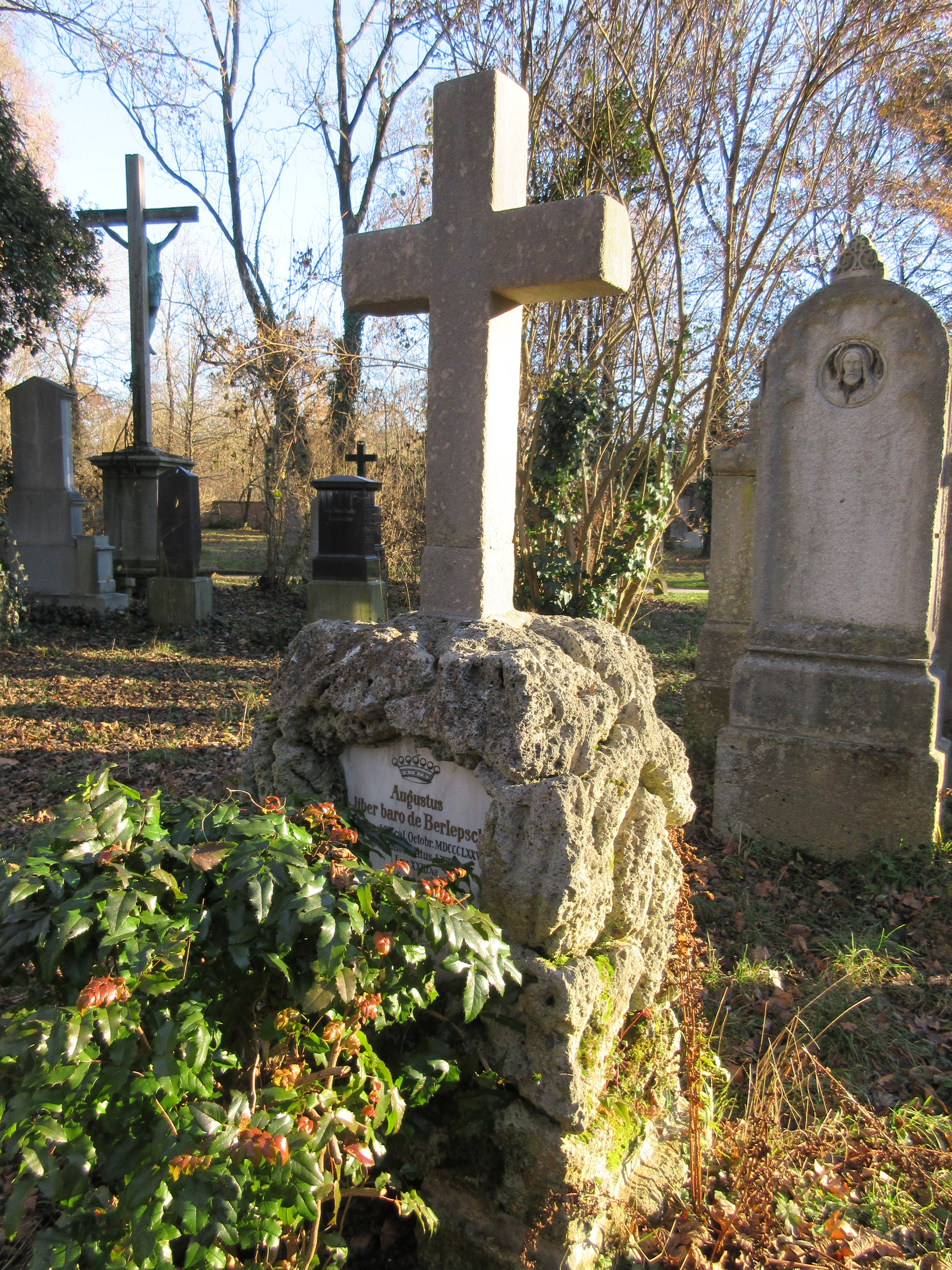
Grab von August Berlepsch auf dem Alten Südlichen Friedhof in München

Die Grabstätte von August Berlepsch befindet sich auf dem Alten Südlichen Friedhof in München (Gräberfeld 22 – Reihe 4 – Platz 1) Standort.

## Namensgeber für Straße
Nach August Berlepsch wurde 1886 (Erstnennung) in München im Stadtteil Untersendling (Stadtbezirk 6 – Sendling) die Berlepschstraße benannt.Lage 

## Impressionen zu Berlepsch: Erfindungen (Auswahl)

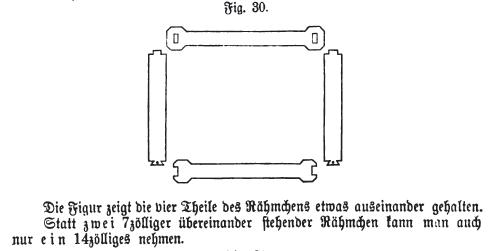
Grundriss des von Berlepsch entwickelten beweglichen Rähmchen (aus der Monografie: Die Biene u. ihre Zucht mit beweglichen Waben)
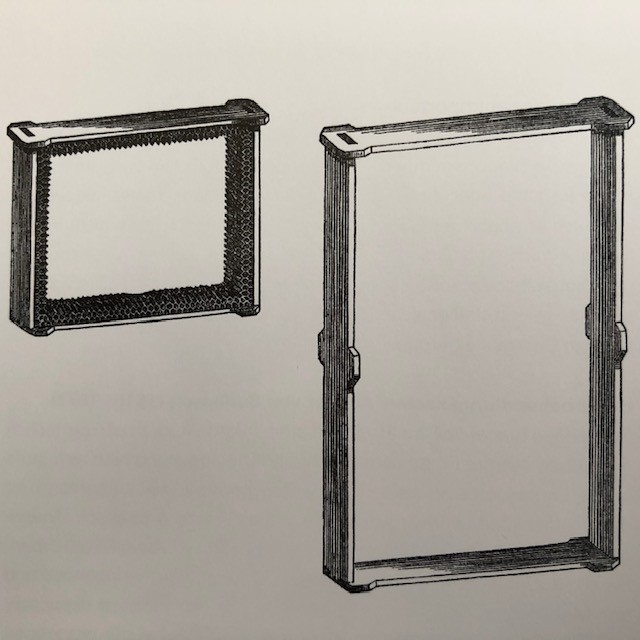
Weiterentwicklung der Rähmchen zu Honig (klein) und Brutwaben (groß) nach Berlepsch
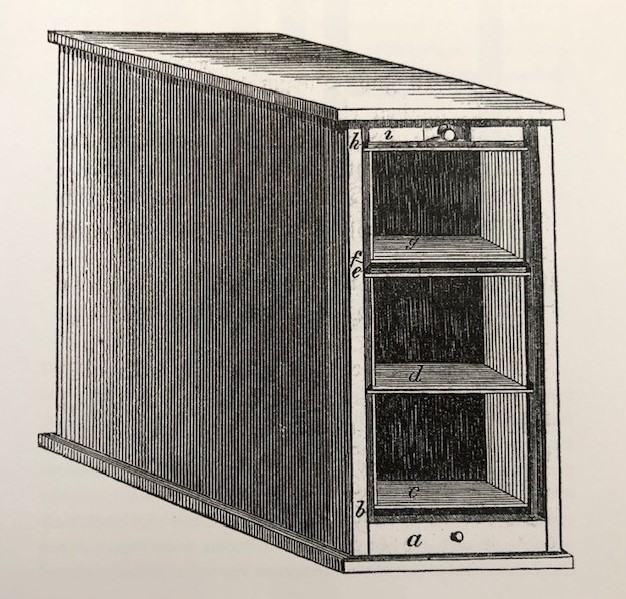
Hinterbehandlungsbeute nach Berlepsch (aus der Monografie: Die Biene und die Bienenzucht in honigarmen Gegenden nach dem gegenwärtigen Standpunkt von Theorie und Praxis)
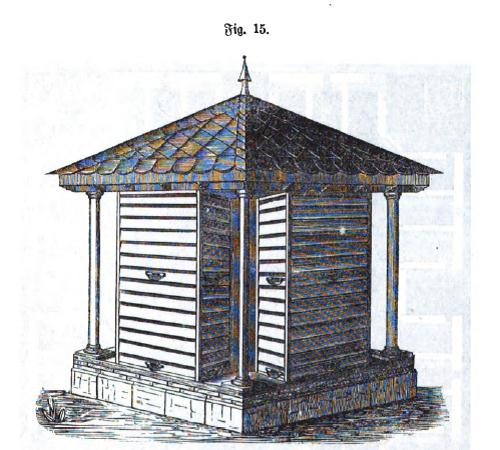
Dreistöckige Versuchsbeute zur Völkerbeobachtung (aus der Monografie: Die Biene u. ihre Zucht mit beweglichen Waben)

## Werke
- Die Biene und die Bienenzucht in honigarmen Gegenden nach dem gegenwärtigen Standpunct der Theorie und Praxis. Heinrichshofen, Mühlhausen in Thüringen 1860 (Digitalisat).
- Die Biene und ihre Zucht mit beweglichen Waben in Gegenden ohne Spätsommertracht. 2., sehr verbesserte und … vermehrte Auflage, Schneider, Mannheim 1869 (Digitalisat).
- Mit W. Vogel: Die Bienenzucht nach ihrem jetzigen rationellen Standpunkt. Wiegandt, Hempel und Parey, Berlin 1875 (Digitalisat).